# خان الكمرك
خان الكمرك أحد خانات بغداد القديمة، وهو خان صغير يقع قرب المدرسة المستنصرية في جانب الرصافة عند تلاقي الكمرك بسوق الصواغ وكانت تخزن فيه الاموال المهربة التي تصادرها الحكومة العثمانية.